# Trai lưỡi búa
Trai lưỡi búa hay trai cánh đen (Danh pháp khoa học: Pteria penguin) là một loài trai biển trong họ Pteriidae. Vỏ của chúng có hình lưỡi búa màu đen tuyền.

## Đặc điểm
Trai cánh đen có kích thước trưởng thành khá lớn, chiều cao vỏ đạt 25 – 30 cm, nặng 1.500 - 2.000 g/con. Tơ chân rất lớn bám chắc vào các vật rắn trong nước biển. Chúng phân bố ở nhiều thủy vực ven biển trong nước, từ Hạ Long đến Thanh Hóa, Nghệ An, nơi có độ mặn khá cao 29 - 30%o, ở độ sâu 5 – 10 m, tương đối xa bờ, ít thấy phân bố ở vùng gần bờ. Ở Việt Nam hiện nay, số lượng trai cánh đen ngoài tự nhiên không còn nhiều và được đưa vào danh mục các loài cần được bảo vệ.

## Hình ảnh

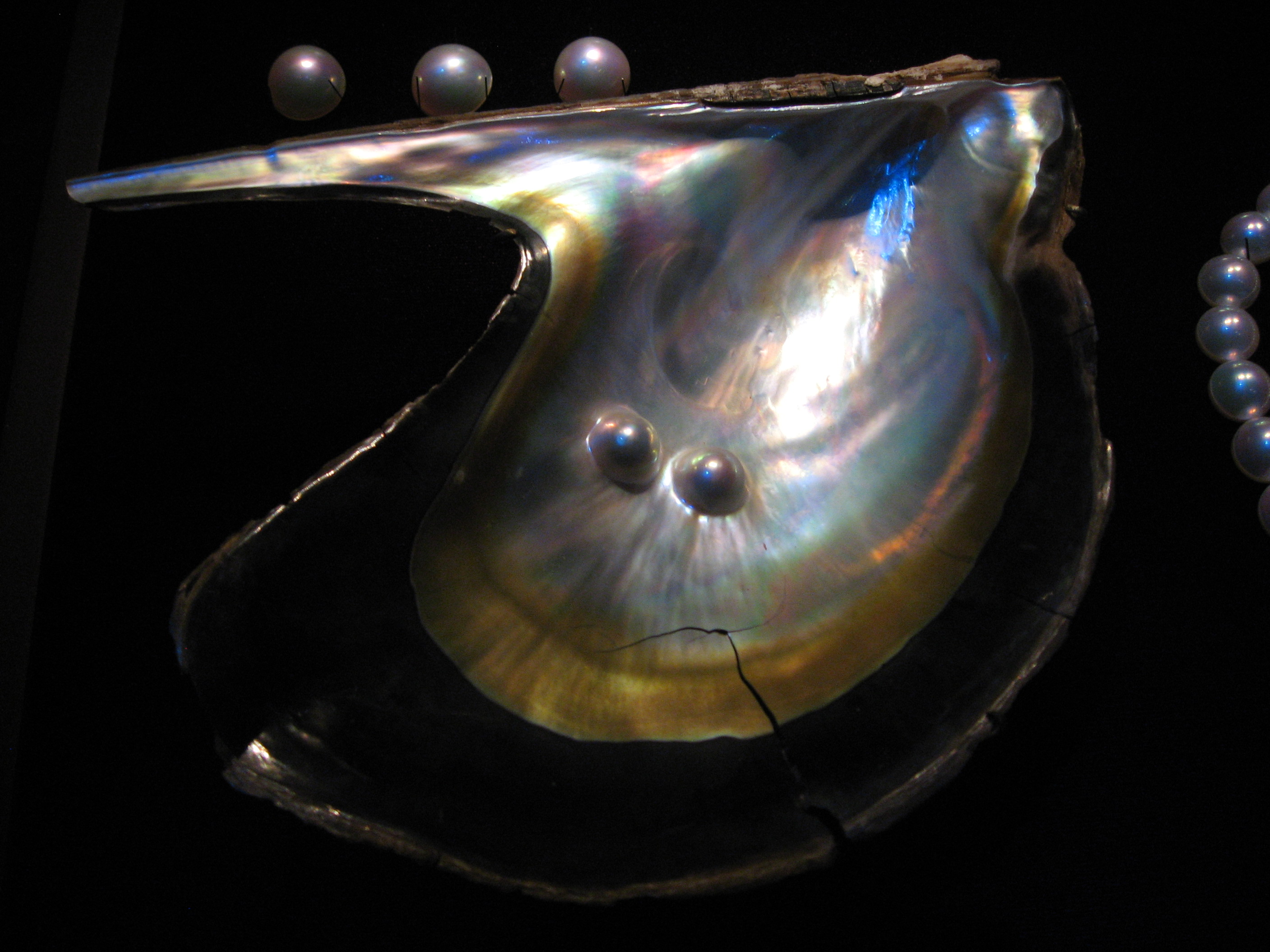
Intetrior valve with pearls
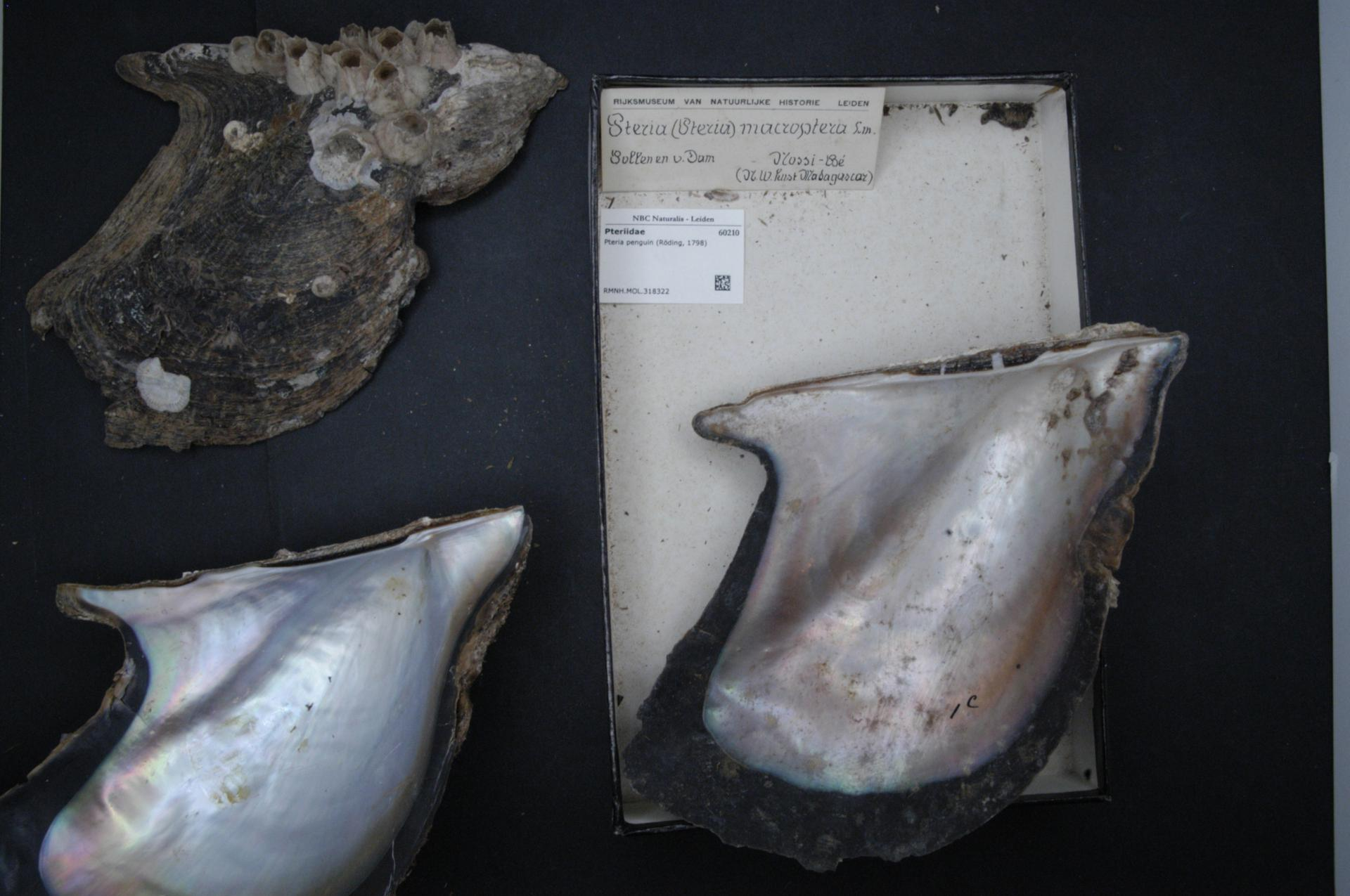
mẫu vật bảo tàng
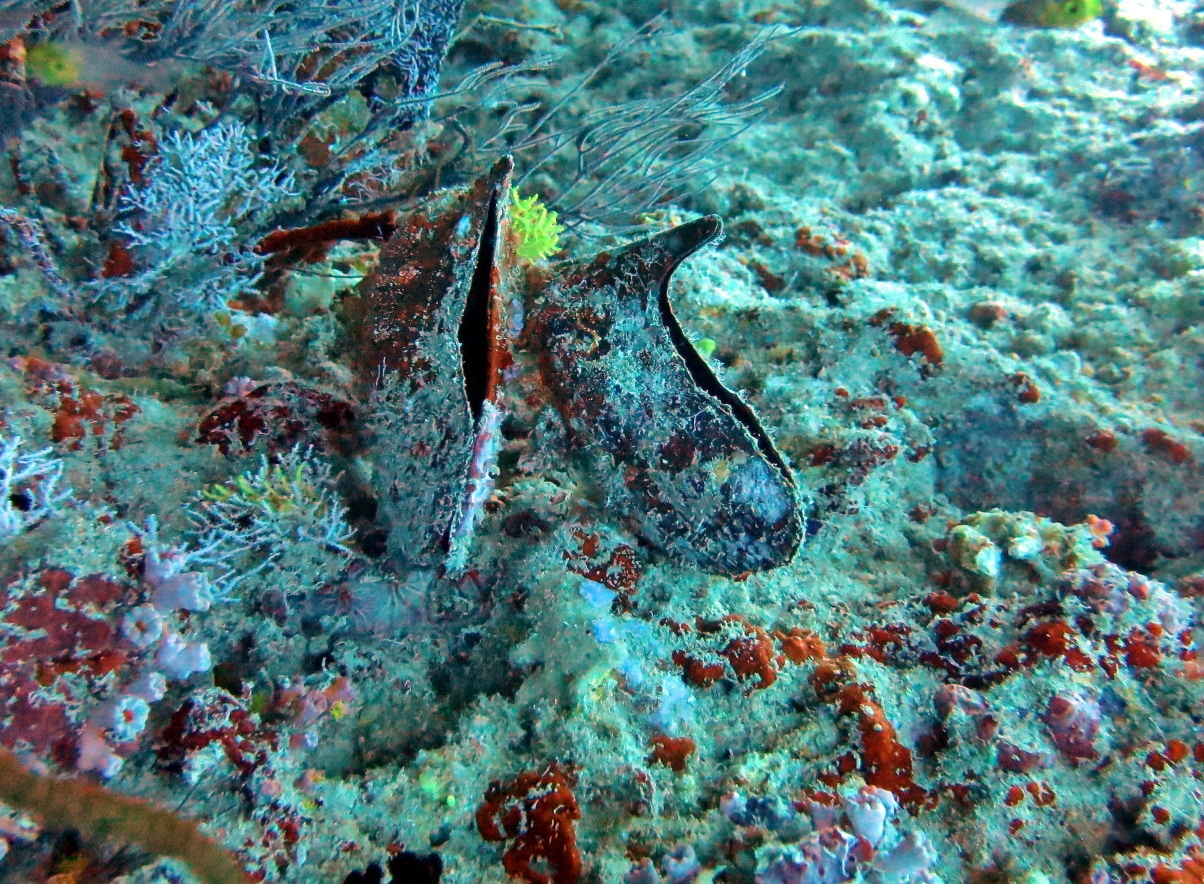
Two specimens live